# Івахновецький заказник
Івахнове́цький зака́зник — ландшафтний заказник загальнодержавного значення в Україні. Розташований у межах Кам'янець-Подільського району Хмельницької області, біля села Івахнівці. 
Площа 155 га. Статус присвоєно згідно з постановою РМ УРСР № 646 від 29.12.1981 року. Перебуває у віданні Закупненської селищної громади. 
Територія заказника — це 9 безлісих товтрових пасм біля села Івахнівці, відносна висота яких — 50—60 м. Товтра «Бабá», «Соколиха» зі щовбом «Високі Камені», «Вельможна», «Козачкова пасіка», «Ріжок», «Середня», «Рублиха», «Коломийка», на  яких зростають трав'яні рослини, занесені до Червоної книги України. Охороняються природні комплекси Товтр із своєрідними угрупованнями степової, лучно-степової та наскельної рослинності. Трав'яний покрив утворюють види, характерні для вапнякових скель: осока низька, цибуля подільська, цибуля гірська, сон чорніючий, сон широколистий, ломиніс цілолистий, тринія багатостебла, синяк червоний, волошник Маршалла. З рідкісних трапляються мінуарція щетиниста, хаменерій Додонея, а також ковила волосиста й астрагал мохнатоквітковий, занесені до Червоної книги України. 
Входить до складу національного природного парку «Подільські Товтри».

## Мета створення
Ландшафтний заказник «Івахновецький» входить до складу природно-заповідного фонду України.
Головним завданням заказника є збереження унікального природного комплексу частини Товтрового кряжу у вигляді окремих товтр — покритих великою кількістю реліктових i ендемічних рослин Поділля: сон великий, цибуля подільська, ковила Іоанна, горицвіт весняний.